# ミラノ・ロゴレード駅
ミラノ・ロゴレード駅（Stazione di Milano Rogoredo）はイタリア北部の都市ミラノの鉄道駅である。かつてロゴレード駅は貨物駅であったが、1950年代の後半に旅客化され、ミラノ南部の主要駅となった。